# Sam Simon (Schiff)
Die Sam Simon ist ein ehemaliges japanisches Forschungsschiff, welches 2012 in die Sea Shepherd Flotte eingegliedert wurde.

## Bau und Einsatz als japanisches Forschungsschiff
Das 1993 gebaute Schiff half als Seifū-maru (清風丸, „frische Brise“) bei der Erforschung der Meeresströmungen für Japans Nordpazifik-Walfangprogramm und gehörte dem Meeresobservatorium Maizuru der Japan Meteorological Agency. 2010 wurde es außer Dienst gestellt und verblieb im Hafen von Shimonoseki.

## Erwerb durch Sea Shepherd
Am 21. Juni 2012 gab die Sea Shepherd Conservation Society bekannt, dass sie durch die Spende von Sam Simon ein weiteres Schiff erwerben konnte. Die Sam Simon wurde 2012 über das US-Unternehmen New Atlantis von Sea Shepherd gekauft. Der japanischen Regierung war dabei nicht bewusst, an wen sie das Schiff verkauft hatte. Es wurde zunächst in New Atlantis umbenannt und grundlegend im Trockendock in Brisbane, Queensland überholt, bevor am 10. Dezember 2012 in Hobart, Tasmanien bekanntgegeben wurde, dass es sich bei dem Schiff um die Sam Simon handelt. Sie war der Öffentlichkeit drei Tage zugänglich, bevor sie im Rahmen der Operation Zero Tolerance gegen japanische Walfänger auslief.
Benannt wurde das Schiff nach dem US-amerikanischen Fernsehproduzenten und Sea Shepherd Unterstützer Sam Simon, welcher seit dem 5. Dezember 2011 Mitglied des internationalen Beirates war.

## Einsatz bei Sea Shepherd

### 2013
Die erste Sea Shepherd Kampagne für die Sam Simon war Sea Shepherds neunte Antarktis-Walverteidigungskampagne Operation Zero Tolerance. Am 8. Januar 2012 wurde auf einer Pressekonferenz bekanntgegeben, dass die Antarktis-Kampagne erstmals von Sea Shepherd Australien geleitet wurde, da Sea Shepherd USA aufgrund eines Gerichtsverfahren in den USA eine Teilnahme an der Kampagne untersagt wurde. Somit wurde die Kampagne nicht von Kapitän Paul Watson, sondern vom vorherigen Senator Bob Brown und dem Direktor von Sea Shepherd Australien Jeff Hansen geleitet. Die Sam Simon lief zusammen mit den weiteren Schiffen der Sea Shepherd Conservation Society Steve Irwin, Bob Barker und Brigitte Bardot, Anfang 2013 von Hobart aus in das Südpolarmeer aus, um die japanische Walfangflotte ausfindig zu machen und deren Aktivitäten so gut es ging zu stören. Am 7. Februar 2013 gelang es der Besatzung der Sam Simon das Tankschiff der japanischen Walfangflotte Sun Laurel aufzuspüren und damit die Treibstoffversorgung der Walfangflotte zu unterbinden. Eine Woche später konnte die Bob Barker das Fabrikschiff der Walfangflotte einholen und somit jegliche Walfangaktivitäten stoppen. Den Sea-Shepherd-Schiffen Bob Barker, Steve Irwin und Sam Simon gelang es erfolgreich das illegale Auftanken der Nisshin Maru durch die Sun Laurel zu verhindern, indem sich die Schiffe zwischen das doppelt so große Tankschiff und das dreimal so große Fabrikschiff stellten und so ein Auftanken unmöglich machten. Dabei wurden die Sea Shepherd-Schiffe mehrfach von der Nisshin Maru gerammt.

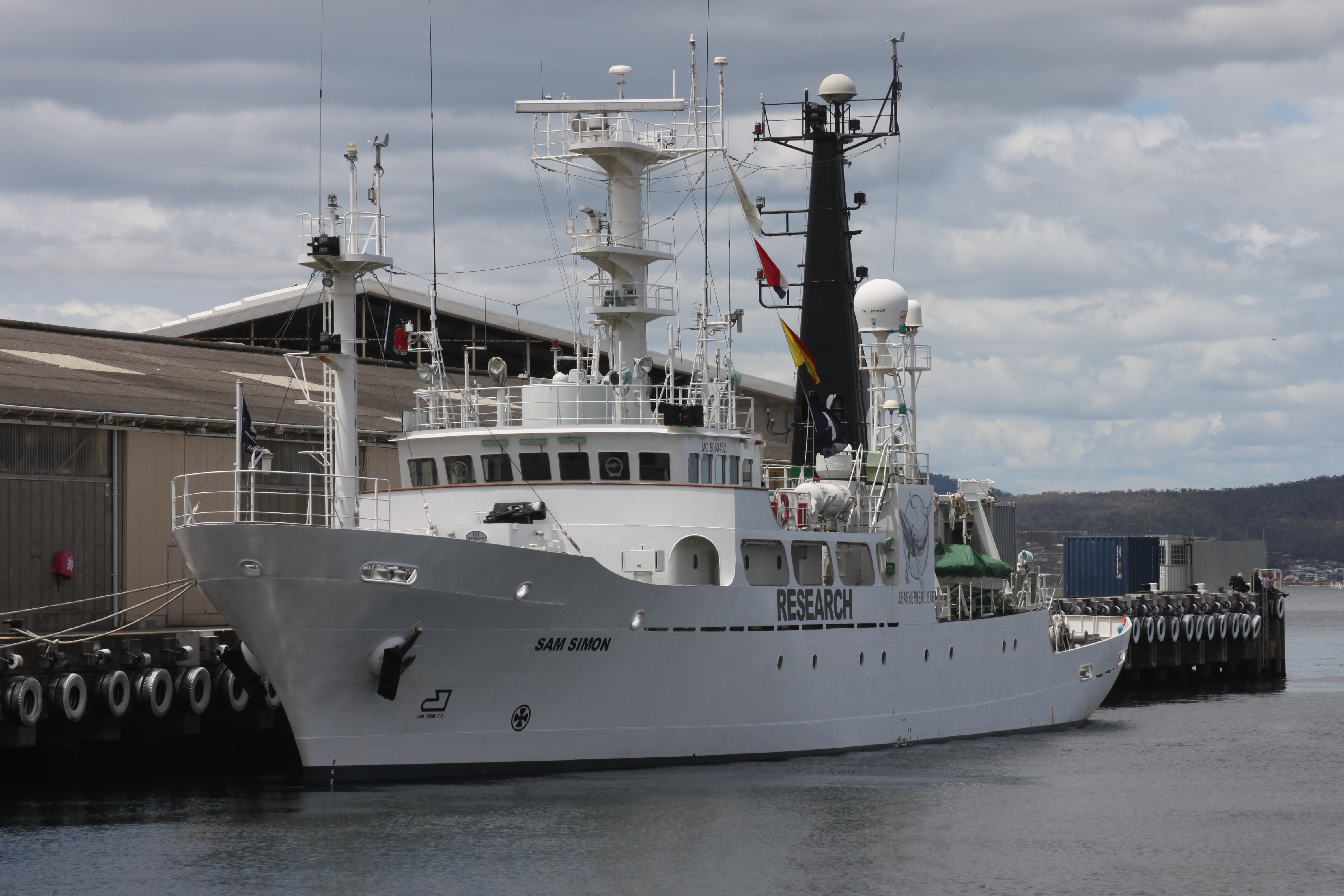
Die Sam Simon im Dezember 2012 in Hobart.

 Nachdem die Sam Simon während Operation Zero Tolerance teils schwer beschädigt wurde, reparierten Freiwillige das Schiff über den Frühling und Sommer 2013 in Williamstown (Victoria). Des Weiteren wurde das Bootsdeck und das Achterdeck umgebaut und das Schiff erhielt einen neuen Anstrich. Anfang September besuchte die Sam Simon Sydney und wurde später auf die nächste Antarktis-Kampagne vorbereitet.

### 2014
Am 18. Dezember 2013 legte die Sam Simon zusammen mit ihren Schwesterschiffen Bob Barker und Steve Irwin von Sea Shepherds südlicher Operationsbasis in Williamstown ab. Unter dem Kommando von Kapitän Adam Meyerson brach die Sam Simon zu ihrer zweiten Antarktis Walverteidigungskampagne Operation Relentless auf. Nach 81 Tagen auf hoher See kehrte die Sam Simon am 8. März 2014 nach 15.000 zurückgelegten Seemeilen nach Williamstown zurück. Während dieser Zeit blockierte die Sam Simon ein Harpunenschiff, half beim Blockieren des Fabrikschiffes und fungierte als Auftankschiff für die anderen Sea-Shepherd-Schiffe in der Antarktis und ermöglichte so eine Verlängerung der Kampagne. Während der Operation Relentless konnte Sea Shepherd 784 von 1035 Walen retten. Dies war das drittschlechteste Walfangjahr der japanischen Walfangflotte seit dem Beginn von Sea Shepherds Antarktis-Kampagnen.
Zwischen April und Juni 2014 lag die Sam Simon im Australischen Nationalen Maritimen Museum in Sydney, als Teil der Ausstellung über Wale. Im Sommer 2014 wurde das Bootsdeck sowie das Schiffsinnere für zukünftige Kampagnen umgebaut. Im Herbst wurde die Sam Simon in Williamstown und Wellington für die nächste Antarktis-Kampagne Operation Icefish vorbereitet.

### 2015
Am 16. September 2014 kündigte Sea Shepherd seine 11. Antarktis-Kampagne Operation Icefish an. Das Ziel der Kampagne war es, einen Verbund von sechs Antarktisdorschwilderern, welche „Bandit 6“ genannt wurde, ausfindig zu machen, deren Operationen zu unterbinden und die Wilderer der Justiz zu übergeben. Daraufhin liefen am 3. Dezember die Bob Barker unter dem Kommando von Peter Hammarstedt aus Hobart, Australien und am 8. Dezember die Sam Simon unter dem Kommando von Sid Chakravarty aus Wellington, Neuseeland in das Südpolarmeer aus.

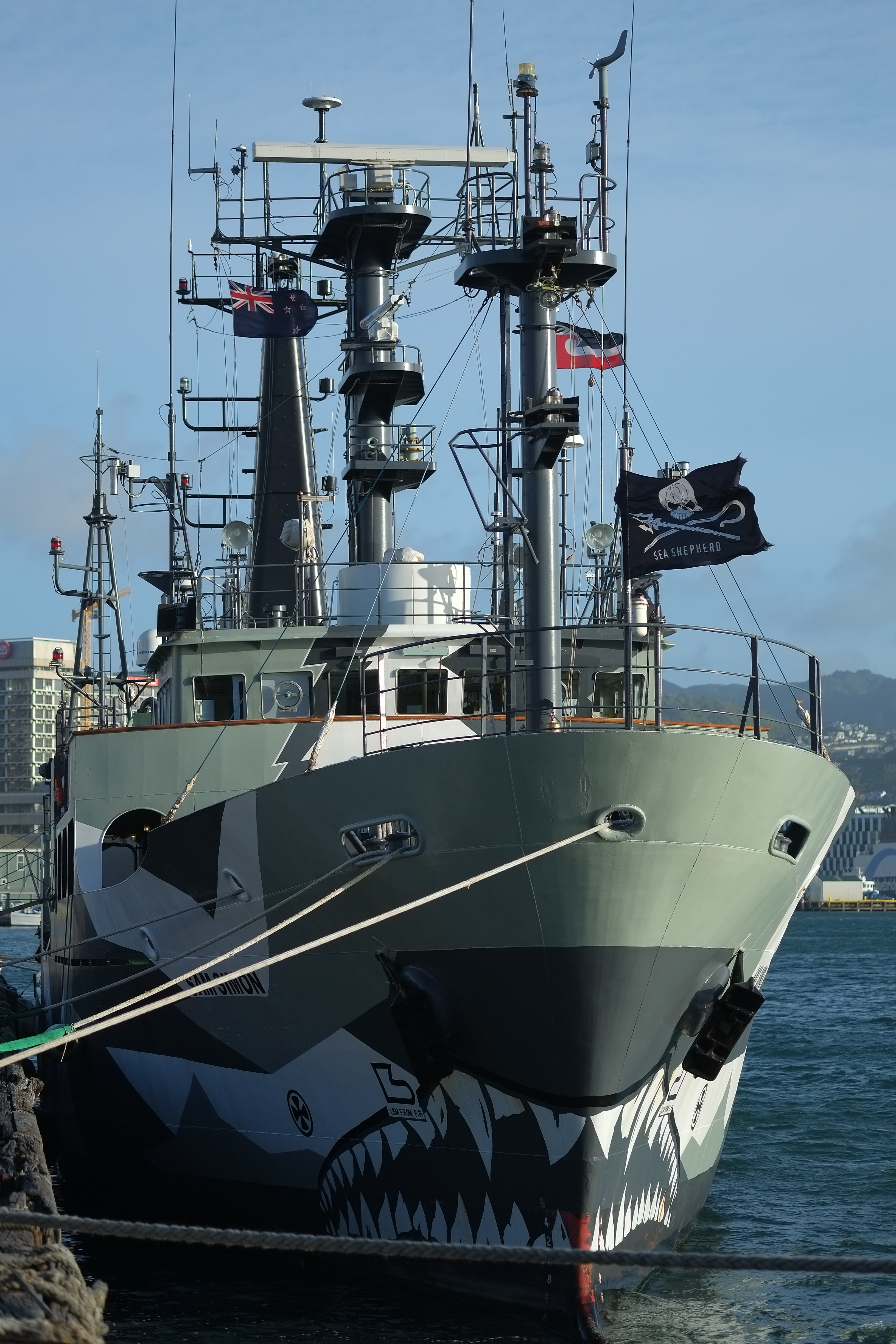
Die Sam Simon während der Vorbereitung für die Operation Icefish in Wellington.

 Wenige Tage nach Beginn der Kampagne gelang es der Bob Barker die Thunder aufzuspüren. Während die Bob Barker das Wildererschiff verfolgte, holte die Sam Simon die drei Stellnetze, welche von der Thunder zurückgelassen wurden und eine Länge von über 72.000 Metern hatten, ein. Nachdem die Sam Simon drei Wochen lang alle Netze eingeholt hatte, gelang es ihr zwei Wildererschiffe, die Yongding und Kunlun, aufzuspüren und aus den Fanggründen zu vertreiben. Nach drei Monaten im Südpolarmeer begab sich die Sam Simon Anfang März nach Mauritius, um Interpol Beweise gegen die Thunder zu übergeben und die Tanks wieder aufzufüllen. Am 24. März 2015 erreichte die Sam Simon die Bob Barker und schloss sich der Verfolgung der Thunder an. Nach einer 110 Tage andauernden Verfolgungsjagd versenkte der Kapitän der Thunder, Luis Alfonso Rubio Cataldo aus Chile, am 6. April 2015 sein eigenes Schiff im Golf von Guinea, um Beweise für den illegalen Fischfang in der Antarktis zu zerstören. Die gesamte 40-köpfige Mannschaft wurde von den Sea-Shepherd-Schiffen Bob Barker und Sam Simon gerettet und den Behörden in São Tomé und Príncipe übergeben. Dort wurde der Kapitän am 12. Oktober 2015 von einem Gericht zu einer Haftstrafe von 36 Monaten verurteilt. Weiters mussten die Eigner der Bandit 6 über 31 Millionen Euro an Strafe bezahlen.
Nach über 150 Tagen auf hoher See legten die Sam Simon und Bob Barker Anfang Mai in Bremen an.
Im Juni brach die Sam Simon nach Norwegen auf, um den illegalen Handel von Finnwalfleisch zu dokumentieren. Zwischen Juni und Oktober nahm die Sam Simon an der Operation Sleppid Grindini teil, in der sie gegen den Wal- und Delfinfang auf den Färöern, dem Grindadráp, vorging. Während der Kampagne wurden 14 Sea Shepherd-Aktivisten für das Verbrechen, das Walschlachten zu stören, verhaftet und drei Festrumpfschlauchboote, darunter zwei der Sam Simon, beschlagnahmt.

### 2016
Im Jahr 2016 nahm die Sam Simon am Sea-Future-Kongress in La Spezia, Italien teil. Ab Juni 2016 nahm die Sam Simon an der Operation Siracusa teil, in der die Mannschaft in Zusammenarbeit mit der italienischen Küstenwache im Plemmirio-Meeresschutzreservat an der Küste Siziliens patrouillierte.
Im Oktober 2016 brach die Sam Simon von Italien aus in die Cortes-See, Mexiko, auf, um in Zusammenarbeit mit dem Sea-Shepherd-Schiff Farley Mowat, der mexikanischen Marine und der mexikanischen Regierung das Aussterben der nur dort lebenden, letzten 30 Golftümmler sowie des ebenfalls gefährdeten Totoabafisches zu verhindern. In der Operation Milagro genannten Kampagne beschlagnahmten die Mannschaften der Sea-Shepherd-Schiffe illegale Stellnetze und Langleinen. Außerdem verfolgten die Sam Simon und Farley Mowat illegale Fischerboote und meldeten diese den Behörden, sodass die Marine die Boote aufbringen konnte.

### 2017
Am 25. Januar beteiligte sich die Sam Simon an der Rettung eines über Bord gegangenen mexikanischen Fischers, der von dem Schwesterschiff Farley Mowat an Bord genommen wurde, ein zweiter über Bord gegangener Fischer konnte weder von den Sea-Shepherd-Schiffen noch von der mexikanischen Küstenwache aufgefunden werden. 

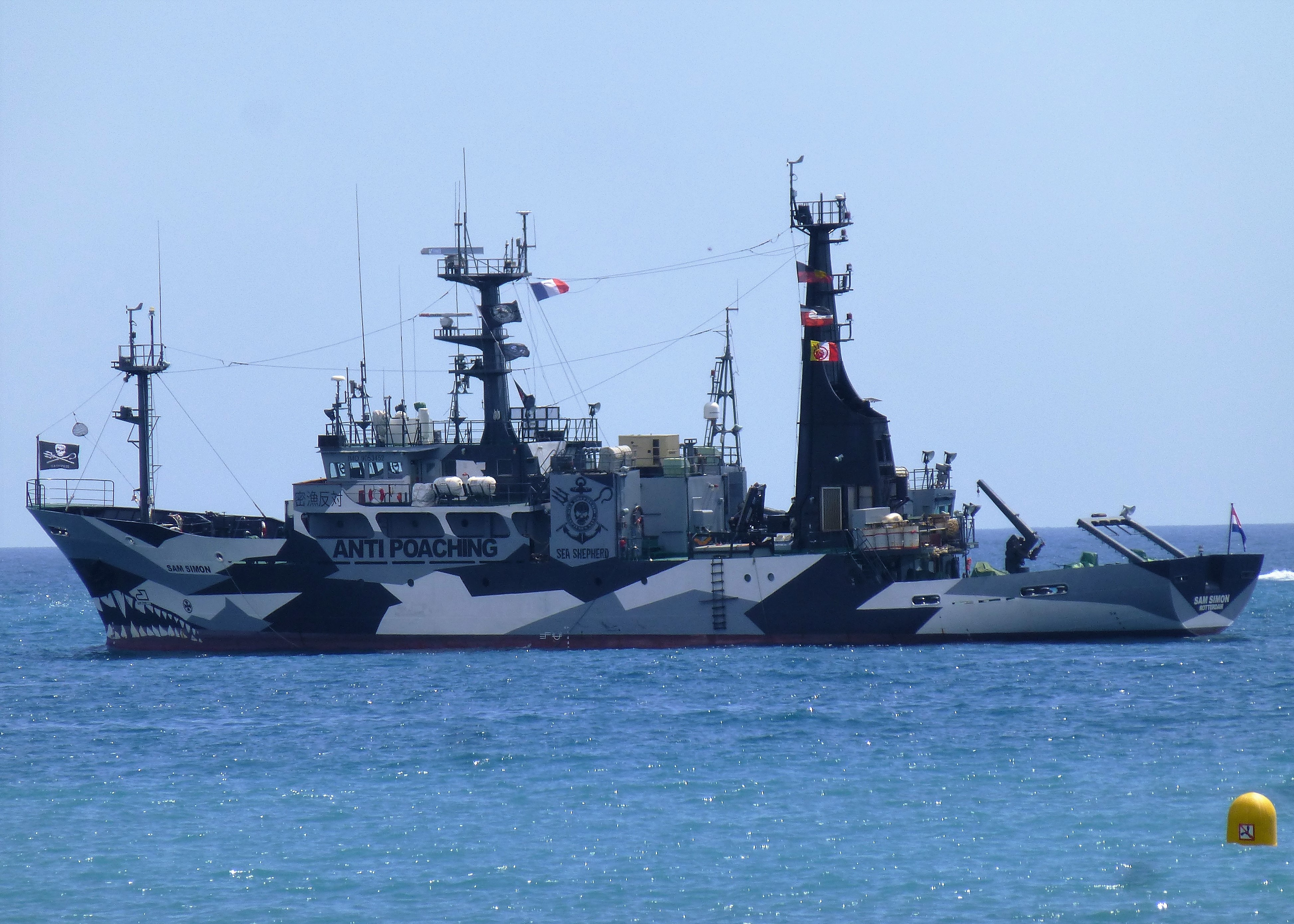
Die Sam Simon vor Anker.

Anfang April erhielten die Farley Mowat und die Sam Simon Geleitschutz von fünf mexikanischen Marineschiffen, da lokale Fischer drohten, die Sea-Shepherd-Schiffe mit 200 Kleinbooten – so genannten Pangas – anzugreifen. Durch den Einsatz der Polizei gelang es den Fischern, nur ein Viertel der Boote zu Wasser zu lassen. Keines der Boote erreichte die Sea-Shepherd-Schiffe. Während einer Demonstration einige Tage zuvor wurde ein Panga mit der Aufschrift „Sea Shepherd“ als Drohung verbrannt.
Nach sechs Monaten in Mexiko kehrte die Sam Simon im Juni nach Italien zurück. Während der Kampagne gehörten 53 Freiwillige aus 15 Ländern zur Mannschaft von Kapitänin Oona Layolle. Dabei patrouillierte das Schiff 17.594 Kilometer im Schutzgebiet. 10.612 Fotos dokumentierten die 107 Tage Patrouillen, bei denen 593 illegale Kleinboote entdeckt wurden. Die beiden Beiboote der Sam Simon wurden 340 mal zu Wasser gelassen und verbrachten dort insgesamt 527 Stunden. Zusammen mit der Farley Mowat konfiszierten die Sea-Shepherd-Schiffe 233 illegale Fischernetze, darunter 189 Totoaba-, 27 Garnelennetze sowie 17 Langleinen. Die Netze wurden unbrauchbar gemacht und zum recyceln an die Organisation „Parley for the Oceans“ gegeben. In den Netzen befanden sich 1195 tote Tiere, darunter Haie, Delfine, Wale, Schildkröten, Robben und Seelöwen. 795 Tiere wurden lebend freigelassen. Zusätzlich zogen die Schiffe seit Oktober 2016 160 Geisternetze aus der Cortes-See.
Am 10. und 11. Juni durchquerte die Sam Simon den Panama-Kanal und erreichte am 3. Juli den italienischen Hafen La Spezia. Im August und September nahm die Sam Simon an der von Sea Shepherd Italien geleiteten Kampagne Operation Jairo Med teil. In der Kampagne arbeitete die Crew mit der italienischen Küstenwache zusammen, um illegal eingesetzte Fangsysteme, insbesondere die so genannten Fish Aggregation Device (FAD), in den Gewässern der Liparischen Inseln im Tyrrhenischen Meer, im Norden Siziliens zu beschlagnahmen. Während der Kampagne zog die Besatzung der Sam Simon 49 dieser Fangsysteme mit 73,5 Kilometern Nylonschnüren und hunderten Plastikfässern aus dem Mittelmeer.
Im Oktober brach das Sea-Shepherd-Schiff nach einem Zwischenstopp in Gibraltar nach Liberia auf. In Kooperation mit der liberianischen Regierung, Marine und Fischereibehörde patrouilliert die Sam Simon seit November 2017 die Gewässer des afrikanischen Küstenstaates gegen illegale Fischerei. Im zweiten Teil der Operation Sola Stella genannten Kooperation konnten bis Mitte Januar 2018 drei weitere illegale Fischereiboote festgesetzt werden.

## Umbenennung
Im Januar 2022 erfolgte die Umbenennung in Age of Union.